# 한국기계전기전자시험연구원
한국기계전기전자시험연구원(KTC)(Korea Testing Certification Institute, KTC)은 전기․전자, 계량․계측, 에너지, 기계․물류, 석유화학, 녹색산업 등 대한 시험․평가․인증과 연구 개발 등을 효율적으로 수행하고, 국내산업의 기술고도화 및 대외성과 유지향상을 도모하여 수출진흥과 소비자를 보호하고, 산업발전 및 국가경쟁력 제고에 기여함을 목적으로 출범하였다.

## 설립 근거
2010년 4월 5일 일부 개정된 국가표준기본법 제30조의 3에 의하여 한국기기유화시험연구원과 한국전기전자시험연구원의 통합 한국기계전기전자시험연구원의 출범에 대한 법적 근거가 마련되었다. 이후 기관 경영의 자율성을 추구하기 위해 2014년 12월 30일 일부 개정된 국가표준기본법에서 제30의 2에서4를 모두 삭제하였다.

## 설립 목적
전기·전자, 계량·계측, 에너지, 기계·물류 등에 대한 시험·연구·인증과 기술 개발 등을 효율적으로 수행하기 위하여 한국기계전기전자시험연구원을 설립.

## 수행 임무
1. 시험분석, 검사, 인증, 평가, 감정, 형식승인, 교정 등의 적합성평가 업무
2. 적합성평가를 위한 기술·연구개발 및 표준화사업
3. 기술규제의 대응 및 기술·경영요소에 대한 진단·조사·심사, 평가 업무
4. 녹색제품 및 녹색기술의 적합성평가 지원 사업
5. 국내 산업체에 대한 기술혁신지원, 기술정보제공, 교육훈련 및 홍보 등 지원 사업

## 연혁
- 2010년 7월 8일: 한국기계전기전자시험연구원 설립